# Alfred Neugebauer
Alfred Neugebauer (Viena, 27 de dezembro de 1888 – Viena, 14 de setembro de 1957) foi um ator austríaco da era do cinema mudo.

## Filmografia selecionada
- Gold on the Street (1930)
- Storm in a Water Glass (1931)
- The Prince of Arcadia (1932)
- Unser Kaiser (1933)
- Eroica (1949)
- 1. April 2000 (1952)
- No Greater Love (1952)
- A Night in Venice (1953)
- Victoria in Dover (1954)